# Ziusudra
Ziusudra (también Utnapishtim para babilonios o Atrahasis para acadios), es un héroe de la mitología sumeria, protagonista del mito sobre el diluvio universal, encontrado en su versión más antigua en una tablilla hallada en Nippur. 

## El mito
El mito relata cómo los hombres habían agotado la paciencia de los dioses con su comportamiento inadecuado y sus ruidos, por lo que éstos deciden destruirlos enviando una gran inundación. Enki, que había sido el creador de los humanos, según el texto de Nippur “Después que An, Enlil, Enki y Ninhursag hubo creado al (pueblo) de los cabezas negras”, se apiada y comenta que no desea la destrucción de los humanos. 

Yo quiero (...)¿no? la destrucción de mi raza humana

para Nintu quiero atajar la destrucción de mis criaturas

Haré retornar a las gentes a sus establecimientos

Construirán ciudades en todos los lugares

y haré que su sombra sea apacible

Luego pide a Ziusudra que cree una embarcación y se refugie junto a las distintas especies de animales, hasta que pase la gran inundación.

Ziusudra oyó a su lado

estando de pie en el lado izquierdo del muro (...):

«Junto al muro, yo te diré una palabra

(escucha) mi palabra presta oído a mis instrucciones

Un diluvio va a inundar todas las moradas

todos los centros de culto

para destruir la simiente de la humanidad (...)

(Tal) es la decisión

el decreto de la Asamblea (de los dioses)

(Tal) es la palabra de An, Enlil (y Ninhursag)

(...) la destrucción de la realeza

Más tarde, la narración continúa con el relato de la gran inundación.

Todas las tempestades y los vientos se desencadenaron (en un mismo instante)

el diluvio invadió los centros de culto

Después que el diluvio hubo barrido la tierra durante siete días y siete noches

y la enorme barca hubo sido bamboleada sobre las vastas aguas por las tempestades

Utu salió, iluminando el cielo y la tierra

Ziusudra abrió entonces una ventana de su enorme barca

Utu hizo penetrar sus rayos dentro de la gigantesca barca

El rey Ziusudra se prosternó (entonces) ante Utu

el rey le inmoló gran número de bueyes y carneros

«Invocaréis por el cielo y por la tierra (...)»

An (y) Enlil invocaron por el cielo y por la tierra (...)

hicieron aparecer los animales que surgieron de la tierra

El rey Ziusudra se prosternó ante An (y) Enlil

An (y) Enlil cuidaron de Ziusudra, le dieron vida como (la de) un dios

hicieron descender para él un eterno soplo como (el de ) un dios

Entonces al rey Ziusudra, que salvó de la destrucción

la simiente de la humanidad en aquel tiempo

allende los mares, en el Oriente, en Dilmun, (le) hicieron vivir

Esto luego se vio reflejado en la mitología asiria en el poema acadio, Atrahasis, en el cual el héroe es Atrahasis.